# Дротинці
Дро́тинці — село в Виноградівській громаді Берегівського району Закарпатської області України.
Колишня назва — Сірма.

## Історія
Назва Tiszaszirma вперше згадується близько 1291—1300. У цей час в грамотах з'явився син Іштвана Міклоша, сина сім'ї Сірмаї і він був керівником Угочанського повіту і лейтенантом Угочанського замку. Він заснував село Сірма.
Назва очевидно походить від слова Сірмії (Серафим), предків сім'ї Сірмаї, що поселилися тут ще в період прибуття угорців. Пояснити назву села Сірма досить важко. В угорській мові його значення невідоме, у турецькій мові SYRMA (сербській SRMA), болгарській (СЪРМА), албанській (SERME) — означає золоте або срібне прядиво. Якщо виходити з цієї версії, то можна порозуміти і українську назву Дротинці, бо золоте або срібне прядиво має форму струн, дротиків. Швидше за все, прізвище власників села походить від його назви, а не навпаки — Сірмої. Вони в 1399 році вели судові суперечки із Осодфолуївськими, а 1433 — з сім'ями Бекені, Чотовгазі, Четеварі за володіння Сірмою.
У 1717 році татари завдали значної шкоди селу. Взяли в полон 30 немешів (шляхтичів) та 51 кріпака. З них не повернулося додому 14 немешів та 13 кріпаків.
Церква Різдва пр. богородиці. 1910.
У 1775 р. село було філією Тросника і не мало церкви. До спорудження теперішньої мурованої церкви в селі була мала стара церква з дерева.
Церкву розібрали після спорудження мурованої, а місце купив бідний селянин, який ще довго зберігав престол старої церкви. Іконостас початку XX ст. має 41 ікону, мальовану олією на полотні. Картина «Різдво св. Марії» початку XX ст. належить, можливо, пензлю Ю. Віраґа.
З приходом радянської влади парох села Василь Микуляк був засуджений 1949 р. на 25 років каторги. Повернувся 1956 р.
Церква Різдва пр. богородиці. 1998.
Стара базиліка належить православним, а в 1998 р. недалеко від старої церкви завершено спорудження нового мурованого греко-католицького храму, розпочате 28 червня 1996 р. з ініціативи отця Тараса Ловски та його брата богослова Йосипа. Архітектор храму — Ярослав Плескач, будівельні роботи очолив досвідчений будівельник Михайло Химинець.
Під їх керівництвом вірники села безплатно відпрацювали понад 6 тисяч робочих днів.
Значну допомогу надали громади сусідніх сіл, а також українці з Америки та Канади. Єпископ Іван Семедій освятив храм 19 вересня 1999 р. на честь Різдва Пречистої Діви Марії.
В Дротинцях проживав відомий закарпатський казкар М. В. Гандера. Його казки ввійшли до збірки «Як чоловік відьму підкував, а кішку вчив працювати».

## Населення
Згідно з переписом УРСР 1989 року чисельність наявного населення села становила 1813 осіб, з яких 877 чоловіків та 936 жінок.
За переписом населення України 2001 року в селі мешкало 1960 осіб.

### Мова
Розподіл населення за рідною мовою за даними перепису 2001 року:
| Мова       | Відсоток |
| ---------- | -------- |
| українська | 98,85 %  |
| російська  | 0,55 %   |
| угорська   | 0,45 %   |
| білоруська | 0,10 %   |

## Відомі люди
- Білак Василь В'ячеславович (1993—2015) — старший лейтенант Збройних сил України, учасник російсько-української війни.
- Костюк Юрій Юрійович (1912—1998) — український диригент і педагог, доктор філософії.
- Микуляк Мирон Васильович (1947—1993) — український художник-монументаліст.
- Терек Ольга Іштванівна — український учений у галузі фізіології рослин.
- Михайло Пап (1920—2016) — історик, фахівець із проблем радянсько-американських відносин, національних відносин у СРСР, колоніальної політики Російської імперії 19 — поч. 20 ст. Доктор міжнародного права та історії (1948), професор (1959).

## Туристичні місця
- храм Різдва пр. богородиці. 1910.
- В Дротинцях проживав відомий закарпатський казкар М. В. Гандера. Його казки ввійшли до збірки «Як чоловік відьму підкував, а кішку вчив працювати».
- Берег річки Тиси, є відомим місцем серед місцевих жителів села.
- Будинок Культури (поблизу будинку є місце для відпочинку молоді) 
Позаду будинку культури є невелике волейбольне поле.